# Bless the Harts
Bless the Harts ist eine US-amerikanische animinierte Sitcom für Erwachsene, die von Emily Spivey erdacht wurde. Der Serientitel ist eine Anspielung auf die Südstaaten-Redensart „Bless your heart“. Die Premiere der Serie fand am 29. September 2019 auf dem US-Networksender Fox statt. Im deutschsprachigen Raum erfolgte die Erstveröffentlichung der Serie am 6. Oktober 2021 durch Disney+ via Star als Original.

## Handlung
Die Südstaaten-Familie Harts aus North Carolina ist stets pleite und muss immer kämpfen, um über die Runden zu kommen. Alle hoffen darauf, eines Tages den amerikanischen Traum leben zu dürfen. Sie besitzen nicht sehr viel Geld, sind aber eine zusammengeschweißte Familie – reich an Freunden und Humor. Die alleinerziehende Mutter Jenny Hart versorgt ihre Familie durch einen Job als Kellnerin in der Kleinstadt Greenpoint. Sie ist zwar das Familienoberhaupt, gerät aber oft mit ihrer Rubbellos-süchtigen Mutter Betty und ihrer kreativen sowie scharfsinnigen Tochter Violet aneinander oder schmiedet mit ihnen Pläne. Jenny ist seit zehn Jahren mit Wayne Edwards zusammen, ihrem stets optimistischen Freund, der nicht nur die Liebe ihres Lebens ist, sondern auch ein Ersatzvater für Violet ist. Wayne ist ein charmanter Träumer, der womöglich nie groß rauskommen wird, aber trotz allem niemals aufgeben würde. Und auch göttliche Kräfte stehen Jenny zur Seite, denn während ihren Schichten als Kellnerin im „The Last Supper“, einem Restaurant in der nähren Umgebung, erscheint ihr regelmäßig Jesus Christus. Im Endeffekt haben zwar die Harts nicht viel, aber vielleicht ist das auch alles, was sie brauchen.

## Besetzung und Synchronisation
Die deutschsprachige Synchronisation entstand nach den Dialogbüchern von Arian Raschidi und Marco Rosenberg sowie unter der Dialogregie von Frank Muth durch die Synchronfirma Iyuno-SDI Group Germany in Berlin.

### Hauptrollen
| Rolle           | Originalsprecher | Synchronsprecher  |
| --------------- | ---------------- | ----------------- |
| Jenny Hart      | Kristen Wiig     | Mareile Moeller   |
| Betty Hart      | Maya Rudolph     | Sabine Falkenberg |
| Violet Hart     | Jillian Bell     | Alice Bauer       |
| Wayne Edwards   | Ike Barinholtz   | Christoph Banken  |
| Jesus Christus  | Kumail Nanjiani  |                   |
| Brenda Clemmons | Fortune Feimster |                   |

### Nebenrollen
| Rolle            | Originalsprecher         | Synchronsprecher |
| ---------------- | ------------------------ | ---------------- |
| Louise           | Emily Spivey             | Svantje Wascher  |
| Randy            | Drew Tarver              |                  |
| Jimmy Lee        | Jeremy Rowley            |                  |
| David Brito      | Oscar Montoya            | Michael Ernst    |
| Bud              | Andy Bobrow              |                  |
| Leonard          | Gary Anthony Williams    |                  |
| Daniel           | Rich Blomquist           |                  |
| Dawn             | Christy Stratton         |                  |
| Crystalynn       | Mary Steenburgen         |                  |
| Mayor Webb       | Jon Hamm                 |                  |
| Peter            | David Herman             |                  |
| Mr. Stikeleather | Kevin Michael Richardson |                  |
| MeeMaw Edwards   | Grey DeLisle             |                  |
| Reverend Ace     | Phil LaMarr              |                  |
| Marjune Gamble   | Holly Hunter             |                  |

### Episodenrollen
| Rolle            | Originalsprecher  | Synchronsprecher |
| ---------------- | ----------------- | ---------------- |
| Tracheo Steve    | John Solomon      |                  |
| Binh Ly          | Jee Young Han     |                  |
| Rick Ocean       | Stephen Root      | Matthias Klages  |
| Craig            | Jorma Taccone     |                  |
| Vanessa          | Michelle Buteau   |                  |
| Linda            | Michelle Buteau   |                  |
| Ian David Cole   | Chris Parnell     |                  |
| Mary Jill        | Susan Yeagley     |                  |
| Dr. Pam          | Susan Yeagley     |                  |
| Doug             | Ken Jeong         |                  |
| Stacey           | Kristen Schaal    |                  |
| Debbie Donatello | Natasha Lyonne    |                  |
| Bear Vulcano     | Sal Vulcano       |                  |
| Henri Tomber     | Fred Tatasciore   |                  |
| Mr. Bigsby       | Michael Hitchcook |                  |
| Hiroki Kakatani  | Daisuke Suzuki    |                  |
| Ruth             | Paula Pell        |                  |
| Lenore           | Paula Pell        |                  |

## Episodenliste

### Staffel 1
| Nr. (ges.) | Nr. (St.) | Deutscher Titel                        | Originaltitel                        | Erstausstrahlung (USA) | Deutschsprachige Erstveröffentlichung (D/A/CH) | Regie           | Drehbuch                           |
| ---------- | --------- | -------------------------------------- | ------------------------------------ | ---------------------- | ---------------------------------------------- | --------------- | ---------------------------------- |
| 1          | 1         | Umarmungen und Ungeziefer              | Hug N' Bugs                          | 29. Sep. 2019          | 6. Okt. 2021                                   | Pete Michels    | Erin Wagoner                       |
| 2          | 2         | Von hier aus schaff ich es nie dahin   | Can't Get There from Here            | 6. Okt. 2019           | 6. Okt. 2021                                   | Samantha Arnett | Emily Spivey                       |
| 3          | 3         | Jenny – ganz ohne Filter               | Jenny Unfiltered                     | 13. Okt. 2019          | 6. Okt. 2021                                   | Bryan Francis   | Rich Blomquist                     |
| 4          | 4         | Halloween bei den Harts                | Cremains of the Day                  | 20. Okt. 2019          | 6. Okt. 2021                                   | Michael Baylis  | Julia Lillis Cohen & Jeremy Rowley |
| 5          | 5         | Vernichtungszwillinge                  | Trash Twins                          | 3. Nov. 2019           | 6. Okt. 2021                                   | Samantha Arnett | Janine Brito                       |
| 6          | 6         | Das Grillfestival in Greenpoint        | Pig Trouble in Little Greenpoint     | 10. Nov. 2019          | 6. Okt. 2021                                   | Pete Michels    | Christy Stratton                   |
| 7          | 7         | Memoiren von Myrtle Beach              | Myrtle Beach Memoirs                 | 17. Nov. 2019          | 6. Okt. 2021                                   | Samantha Arnett | Andy Bobrow                        |
| 8          | 8         | Mega-Lo-Erinnerungen                   | Mega-Lo-Memories                     | 24. Nov. 2019          | 6. Okt. 2021                                   | Michael Baylis  | Emily Spivey                       |
| 9          | 9         | Das Wunder am Culpepper Slim Boulevard | Miracle on Culpepper Slims Boulevard | 15. Dez. 2019          | 6. Okt. 2021                                   | Pete Michels    | Emily Spivey                       |
| 10         | 10        | Der Bund fürs Leben                    | Tying the Not                        | 12. Jan. 2020          | 6. Okt. 2021                                   | Michael Baylis  | Lauren McGuire                     |

### Staffel 2
| Nr. (ges.) | Nr. (St.) | Deutscher Titel                            | Originaltitel                  | Erstausstrahlung (USA) | Deutschsprachige Erstveröffentlichung (D/A/CH) | Regie                          | Drehbuch                                    |
| ---------- | --------- | ------------------------------------------ | ------------------------------ | ---------------------- | ---------------------------------------------- | ------------------------------ | ------------------------------------------- |
| 11         | 1         | Violets Geheimnis                          | Violet's Secret                | 27. Sep. 2020          | 27. Juli 2022                                  | Mollie Helms                   | Christy Stratton & Jeremy Rowley            |
| 12         | 2         | Das letzte Abendmahl                       | The Last Supper                | 4. Okt. 2020           | 27. Juli 2022                                  | Samantha Arnett                | John Solomon, Rich Blomquist & Janine Brito |
| 13         | 3         | Meine beste Frenda                         | My Best Frenda                 | 11. Okt. 2020          | 27. Juli 2022                                  | Pete Michels                   | Amy-Jo Perry                                |
| 14         | 4         | Totes Einkaufszentrum                      | Dead Mall                      | 1. Nov. 2020           | 27. Juli 2022                                  | Traci Honda                    | Andy Bobrow & Lauren McGuire                |
| 15         | 5         | Pfundskerle                                | Pound Pinchers                 | 8. Nov. 2020           | 27. Juli 2022                                  | Oreste Canestrelli             | Janine Brito, Sarah K. Moss & Emily Spivey  |
| 16         | 6         | Die Mcentire-Wahrheit                      | Janine Brito                   | 15. Nov. 2020          | 27. Juli 2022                                  | Michael Baylis                 | Maxwell R. Kessler                          |
| 17         | 7         | Mega-Lo-Erinnerungen: Teil zwei            | Mega Lo Memories: Part Deux    | 22. Nov. 2020          | 27. Juli 2022                                  | Samantha Arnett                | Andy Bobrow & Lauren McGuire                |
| 18         | 8         | Geknackt                                   | Pumped                         | 6. Dez. 2020           | 27. Juli 2022                                  | Seung Cha                      | Jeremy Rowley & Christy Stratton            |
| 19         | 9         | Invasion der Töpfchenfresser               | Invasion of the Potty Snatcher | 13. Dez. 2020          | 27. Juli 2022                                  | Mollie Helms & Joseph S. Scott | Erin Wagoner & Ed Voccola                   |
| 20         | 10        | Crappy Death Day                           | Crappy Death Day               | 21. Feb. 2021          | 27. Juli 2022                                  | Crappy Death Day               | Rich Blomquist & Lauren McGuire             |
| 21         | 11        | Wieder auf großem Fuße / Das große Kuppeln | Big Pimpin                     | 28. Feb. 2021          | 27. Juli 2022                                  | Traci Honda                    | Tim McAuliffe & Janine Brito                |
| 22         | 12        | Der Hundekandidat                          | The Dogchurian Candidate       | 7. März 2021           | 27. Juli 2022                                  | Oreste Canestrelli             | Jake Bender & Zach Dunn                     |
| 23         | 13        | Trollen mit den Homies                     | Trollin' with the Homies       | 14. März 2021          | 27. Juli 2022                                  | Seung Cha                      | Christy Stratton & Jeremy Rowley            |
| 24         | 14        | Der Junggesellenabschied                   | Nose Bud                       | 21. März 2021          | 27. Juli 2022                                  | Samantha Arnett                | Rich Blomquist                              |
| 25         | 15        | Tanz mit mir                               | Dance Dance Resolution         | 28. März 2021          | 27. Juli 2022                                  | Michael Baylis                 | Janine Brito                                |
| 26         | 16        | Oster-Offensive                            | Easter's 11                    | 4. Apr. 2020           | 27. Juli 2022                                  | Becca Wallace                  | Rich Blomquist & Erin Wagoner               |
| 27         | 17        | Ärger mit Sprudel                          | Hot Tub-tation                 | 11. Apr. 2020          | 27. Juli 2022                                  | Joe Scott                      | Lauren McGuire                              |
| 28         | 18        | Tuten und Blasen                           | Hoot 'N Haw                    | 18. Apr. 2020          | 27. Juli 2022                                  | Traci Honda                    | Christy Stratton & Erin Wagoner             |
| 29         | 19        | Der Drincan-Tempel                         | The Drincan Temple             | 2. Mai 2021            | 27. Juli 2022                                  | Oreste Canestrelli             | Janine Brito & Jeremy Rowley                |
| 30         | 20        | Der Verlierer gewinnt                      | When You Lose, You Win         | 9. Mai 2021            | 27. Juli 2022                                  | Seung Cha                      | Tim McAuliffe                               |
| 31         | 21        | Haul Force One                             | Haul Force One                 | 16. Mai 2021           | 27. Juli 2022                                  | Samantha Arnett                | John Solomon & Emily Spivey                 |
| 32         | 22        | Toni, mit i                                | Toni with an i                 | 23. Mai 2021           | 27. Juli 2022                                  | Michael Baylis                 | Tim McAuliffe                               |
| 33         | 23        | Winzige Kuchen                             | Tiny Pies                      | 6. Juni 2021           | 27. Juli 2022                                  | Becca Wallace                  | Andy Bobrow & Emily Spivey                  |
| 34         | 24        | Bettys Geburtstag                          | Betty's Birthday               | 20. Juni 2021          | 27. Juli 2022                                  | Joseph S. Scott                | Emily Spivey & Andy Bobrow                  |